# Golejewko
Golejewko (prononciation : [ɡɔlɛˈjɛfkɔ]) est un village polonais de la gmina de Pakosław dans le powiat de Rawicz de la voïvodie de Grande-Pologne dans le centre-ouest de la Pologne.
Il se situe à environ 2 kilomètres à l'ouest de Pakosław (siège de la gmina), à 13 kilomètres à l'est de Rawicz (siège du powiat) et à 88 kilomètres au sud de Poznań (capitale régionale).

## Histoire
De 1975 à 1998, le village faisait partie du territoire de la voïvodie de Leszno.

Depuis 1999, Golejewko est situé dans la voïvodie de Grande-Pologne.